# Fülöp Gábor (költő)
Fülöp Gábor (Újvidék, 1950. március 19. –) magyar költő, műfordító, dramaturg, újságíró.

## Életpályája
Az ELTE Bölcsészettudományi Karán diplomázott magyar szakon, 1973-ban. Alapító munkatársa volt a Jelenlét nevű irodalmi lapnak 1972-ben. Budapesten tolmácsként, recenzensként, lektorként dolgozott az Európa Könyvkiadónak, a Mafilmnek, a Kulturális Kapcsolatok Intézetének (1974). 1976-1991 között az Újvidéki Rádió szerkesztő-dramaturgja.
1991 óta él ismét Magyarországon. Egy évig a Pécsi Polgármesteri Hivatalban dolgozott művelődésügyi tanácsosként, majd Budapestre költözött. Szellemi szabadfoglalkozásúként  tankönyveket, szépirodalmat fordít, korrektúrát végez, lektorál különböző budapesti, belgrádi és újvidéki kiadóknak.
Eddig tíz kötete jelent meg, a harmadik már abban az évben, amikor diplomázott. Több hangjátékát sugározta az újvidéki, a belgrádi, a szkopjei, a ljubljanai és a budapesti rádió. Mintegy nyolcvan hangjátékot  fordított szerb, illetve horvát nyelvről. Gyerekversei alapján írt tévésorozatát az Újvidéki Televízió mutatta be. Előadásokat tartott a hangjáték-irodalomról, és a rádiós munkáról, dramaturgiáról, műfordításról.
Tagja a Magyar Írószövetségnek, a Vajdasági Íróegyesületnek és a Magyar Alkotóművészek Szövetségének.

### Díjai
- Sztrazsilovó-díj (1976)
- A hévízi Csokonai Vitéz Mihály Társaság Csokonai-díja (1988)

### Fontosabb publikációinak jegyzéke

#### Kötetek
- 1969 (Böndör Pállal, Kiss Jovák Ferenccel és Tolnai Ottóval közösen)
- Versek (Új Symposion kiadása, Újvidék, 1970)
- A négydimenziós ablak (versek, Forum Könyvkiadó, Újvidék, 1970)
- Az erdő én vagyok (versek, Forum Könyvkiadó, Újvidék, 1973)
- Delija sa plavim ušima (A kékfülű dalia, versek szerb nyelven, Stražilovo Könyvkiadó, Újvidék, 1976)
- Leó tünődéseiből (gyerekversek, Forum Könyvkiadó, Újvidék, 1980)
- Banális susztermatt (versek, Forum Könyvkiadó, Újvidék, 1982)
- Csoportterápia (versek, Forum Könyvkiadó, Újvidék, 1985)
- Kipányvázott versek (versek, Forum Könyvkiadó, Újvidék, 1989)
- Leó görögülésben (gyerekversek, Timp Kiadó, Budapest, 2006)

#### Dráma
- Keretbe mártott délután (Híd folyóirat, Újvidék, 1971/12)

#### Műfordításkötetek
- Desanka Maksimović: Szél-altató (Vetrova uspavanka, Tartományi Tankönyvkiadó Intézet, Újvidék, 1986)
- A holnap meséi (írások a sci-firől, tanulmányok, antológia, Kossuth Könyvkiadó, Budapest, 1973)
- Lefordított és a magyar vonatkozású részekkel kiegészített tankönyvek: Történelem a középiskolák II. osztálya számára (Tartományi Tankönyvkiadó Intézet, Újvidék, 1976, 1983)
- Történelem az általános iskolák 7. osztálya számára (Tartományi Tankönyvkiadó Intézet, Újvidék, 1977, 1980)
- Történelem tankönyv az általános iskolai nevelés és oktatás 8. osztályos tanulói számára (Tartományi Tankönyvkiadó Intézet, Újvidék, 1978)
- Társadalmi ismeretek az általános iskolák 4. osztálya számára (akkor már: Tankönyvkiadó Intézet, Újvidék/Tankönyvkiadó és Tanszerkészítő Intézet, Belgrád, 1988)

#### Hangjátékok
- Bomba-effektus (az eredeti az Újvidéki Rádióban, 1983. Utána: Magyar Rádió, Ljubljanai Rádió – szlovén nyelven – , Szkopjei Rádió – macedónul; hanglemezen: Produkcija gramafonskih ploča radio televizije Beograd., 1988)
- Léggomboc kapitány (mesejáték, szintén több nyelven, 1984)
- Zubar (A fogász, kishangjáték szerb nyelven, Újvidéki Rádió, 1992)